# Seznam slapov v Istri
V Istri so številni slapovi, ki so bolj ali manj neraziskani in slabo poznani. Če štejemo vse, ki so višji od 2 m jih je preko petdeset. Več kot trideset jih je v hrvaški Istri in okoli dvajset v slovenski Istri. Večinoma so težko dostopni, saj do njih ne vodi nobena urejena pot. Nekateri so lepi in veličastni, preko poletja pa skoraj vsi presahnejo. Vsi slapovi in pripadajoče stene imajo kraški značaj.

## Hidrogeološke značilnosti sive Istre
Površinski vodni tokovi in slapovi so v glavnem samo v sivi Istri zaradi vodonepropustnih sedimentov fliša. Omejeno gričevnato območje sive Istre se dviga do štiristo metrov nadmorske višine in je globoko presekan s številnimi koriti, ozkimi dolinami kraških rek in potokov, udornicami in kanjoni. Pretežni del voda ponikne in teče po podzemlju do nižjih kraških izvirov blizu obale ali ob sami obali. Najbolj znana ponikalnica v Istri je Pazinčica, ki ponikne v Pazinski jami, njena voda pa se pojavi v dolini reke Raše. Vode, ki ne poniknejo, so stalni rečni tokovi rek Mirne, Raše, Dragonje, potoka Boljunšćice z jezom Letaj, kot tudi akumulacijsko jezero Butoniga.

## Popis slapov po porečjih

### Porečje reke Mirne
| Kotli        | Kotli na Mirni pri Humu              | 10 m |
| Grjok        | na Mirni pri vasi Podkuk             | 2 m  |
| Vela Peć     | potok Draga pri Selcah - Buzet       | 8 m  |
| Copot        | Rečica pri Podbregu - Buzet          | 30 m |
| Veli slap    | na Butonigi (ob cesti Pazin-Kršikla) | 8 m  |
| Mali slap    | na Butonigi (ob cesti Pazin-Kršikla) | 5 m  |
| Pećine       | dva slapova na pritoku Butonige      | 15 m |
| Pod Klečom   | pritoka Grdoselskega potoka          | 7 m  |
| Črni puč     | pod Zelengrago - Grdoselo            | 3 m  |
| Malenica     | Grdoselski potok                     | 3 m  |
| Sedreni slap | Grdoselski potok                     | 2 m  |
| Racanija     | na potoku Bačvarice                  | 5 m  |
| Divjak       | pri vasi Divjaki južno od Motovuna   | 10 m |
| Kaldir       | pri vasi Kaldir južno od Motovuna    | 10 m |
| Lazi         | pri vasi Lazi južno od Motuvuna      | 8 m  |
| Krvar        | na potoku Krvar pri vasi Rušnjak     | 7 m  |
| Škarlina     | potok Lavre pri Brtonigli            | 5 m  |

### Porečje reke Raše
| Vela Draga  | poleg vhoda v predor Učka na Istrski strani   | 50 m |
| Benkovski   | na Grajanskem potoku pri mostu Pićan          | 18 m |
| Sopot       | na Švičkom potoku pri halah Floričići-Pićan   | 8 m  |
| Kišni slap  | nad cesto, zahodno od predora Učka okoli 1 km | 10 m |
| Gologorički | na Gologoričkem potoku pri Lukačićih          | 3 m  |

### Porečje reke Dragonje in v slovenski Istri
| Cingarela | na potoku Arđila/Poganja pri Momjanu      | 15 m |
| 30 slapov | na Dragonji tudi na slovenskem delu Istre |      |

### Kvarnerski zaliv
| Lovranska draga | pri vasi Lovranska draga                  | 15 m |
| Vela peć        | trije slapovi na potoku Ščurak pri Labinu | 10 m |
| Banina          | na potoku Banina                          | 8 m  |
| Trebišća        | na višjih delih Moščenićke drage          | 3 m  |